# Frederik Rønnow
Frederik Riis Rønnow (født 4. august 1992) er en dansk fodboldspiller, der er målmand for Bundesligaklubben Union Berlin samt på det danske fodboldlandshold.

## Karriere

### AC Horsens
Rønnow startede sin karriere som ungdomsspiller i Horsens-klubben Stensballe IK, inden han som 16-årig i 2008 skrev kontrakt med byens Superligahold AC Horsens. Her var han de første år tilknyttet klubbens ungdomshold, inden han i 2010 blev en del af A-truppen.
Rønnow fik sin førsteholdsdebut for AC Horsens den 7. september 2011 i et pokalopgør mod Holstebro, som blev vundet med 5-0. Han spillede samtlige klubbens pokalkampe i efteråret 2011. Den 31. marts 2012 spillede Rønnow så sin første kamp i Superligaen, da han blev foretrukket frem for rivalen Robert Veselovsky til et opgør mod AaB. Kampen endte med et clean-sheet til Rønnow, og en Horsens-sejr på 1-0.
Han spillede alle 33 Superligakampe i 2012-13 fra start. For denne sæson blev han også kåret som årets spiller i AC Horsens.

### Esbjerg fB
Da AC Horsens efter sæsonen 2012-13 rykkede ned i 1. division, blev Rønnow udlejet til Esbjerg fB for sæsonen 2013-14 for at fastholde spilletiden i Superligaen. Lejeaftalen sluttede den 30. juli 2014, efter Rønnow havde spillet 26 kampe, hvoraf 18 af dem var ligakampe. I alt lukkede Rønnow 39 mål ind i de 26 kampe, han spillede, og holdt buret rent 4 gange.

### Brøndby IF
Den 2. juli 2015 skiftede Rønnow til Brøndby IF på en fireårig kontrakt. Han fik sin debut for Brøndby IF i Superligaen den 9. august 2015, da han startede i en 3-3-kamp mod Randers FC ude.

### Union Berlin
Den 20 juli 2021, blev det offentliggjort at Union Berlin havde købt Rønnow fra Eintracht Frankfurt.

## Landshold
Rønnow har spillet en del kampe for de danske U-landshold, blandt andet syv kampe for U/18 og U/19-landsholdene.
Han fik sin debut på A-landsholdet i en venskabskamp mod Liechtenstein i Horsens 31. august 2016 og spillede i alt fire landskampe i dette efterår, heriblandt to VM-kvalifikationskampe. Han blev ved efterårssæsonens slutning af BT vurderet som femtebedste danske A-landsholdsspiller under Åge Hareide.